# Sylvana Beltrones Sánchez
Sylvana Beltrones Sánchez (Ciudad Obregon, Sonora; 11 de agosto de 1982) es una política mexicana, miembro del Partido Revolucionario Institucional. Es diputada federal, con licencia, desde el 8 de octubre de 2024.

## Biografía
Sylvana Beltrones es hija de Manlio Fabio Beltrones, político mexicano que ha ocupado numerosos cargos en la política mexicana. Su esposo es Pablo Escudero Morales, integrante del Partido Verde Ecologista de México.
Sylvana Beltrones es licenciada en Derecho egresada de la Universidad Iberoamericana; se desempeñó como analista en el Grupo Financiero Banorte y posteriormente fue visitadura adjunta de la Quinta Visitaduría de la Comisión Nacional de los Derechos Humanos.
De 2010 a 2011 fue subsecretaria de Estrategia y Difusión del comité ejecutivo nacional del PRI y de 2012 a 2014 directora de Gestión Estratégica del Fondo Nacional de Fomento al Turismo (FONATUR); y de 2014 a 2015 ocupó cargos como secretaria general adjunta del CEN del PRI y de la Confederación Nacional de Organizaciones Populares.
En 2015 fue elegida diputada federal por la vía plurinominal para la LXIII Legislatura, ejerciendo el cargo desde año hasta 2018. Como senadora en la LXIV y LXV Legislaturas, fue secretaria de la comisión de Salud y de la comisión de Turismo, así como integrante de la comisión del Comité del Centro de Estudios de las Finanzas Públicas y de la comisión de Derechos Humanos.
En 2024, fue elegida diputada federal por la vía plurinominal, ahora, para la LXVI Legislatura, sin embargo, el 8 de octubre de 2024, solicitó separarse temporalmente de su cargo.